# 仲国造
仲国造（なかのくにのみやつこ・なかこくぞう）は仲国を支配した国造。那珂国造・那賀国造・常道仲国造とも。

## 概要
『古事記』では常道仲国造（ひたちのなかのくにのみやつこ）、『先代旧事本紀』「国造本紀」では仲国造、『常陸国風土記』では那珂国造と表記される。

### 祖先
- 『古事記』では神八井耳命が国造の祖と記される。
- 『先代旧事本紀』「国造本紀」では、成務朝に伊予国造と同祖の建借間命が仲国造に任じられたという。

### 氏族
壬生氏（みぶうじ、姓は直）で皇別氏族の多氏と同族。同族出身の国造としてはその他に伊予国造、科野国造、石城国造、闘鶏国造、阿蘇国造、火国造など。後裔に長狭国造や印波国造、丹羽県主がある。

## 本拠

### 支配領域
国造の支配領域は当時仲国と呼ばれた地域、後の常陸国那珂郡、現在の茨城県ひたちなか市などに相当する。

## 氏神
那珂郡式内社の大井神社か。初代国造の建借馬命を祀る。

### 墓
- 磯浜古墳群（いそはまこふんぐん）
茨城県大洗町にある古墳群で、仲国造の墓と見られる[1]。
- 愛宕山古墳（あたごやまこふん）
茨城県水戸市にある全長136メートルの前方後円墳で、築造年代は5世紀初頭とされ、仲国造の首長墓と見られる。

## 子孫
- 大建壬生夫子
古墳時代の人物で、那珂国造とされる。